# Pickens megye (Georgia)
Pickens megye az Amerikai Egyesült Államokban, azon belül Georgia államban található. Megyeszékhelye és legnagyobb városa Jasper. Lakosainak száma 33 216 fő (2020. április 1.). Pickens megye Gilmer, Cherokee, Dawson, Gordon és Bartow megyékkel határos.

## Népesség
A megye népességének változása:
| Lakosok száma | 29 467 | 29 474 | 29 365 | 29 584 | 30 309 | 33 216 |
|               | 2010   | 2011   | 2012   | 2013   | 2015   | 2020   |